# Gustaf Ljunggren (lantmätare)

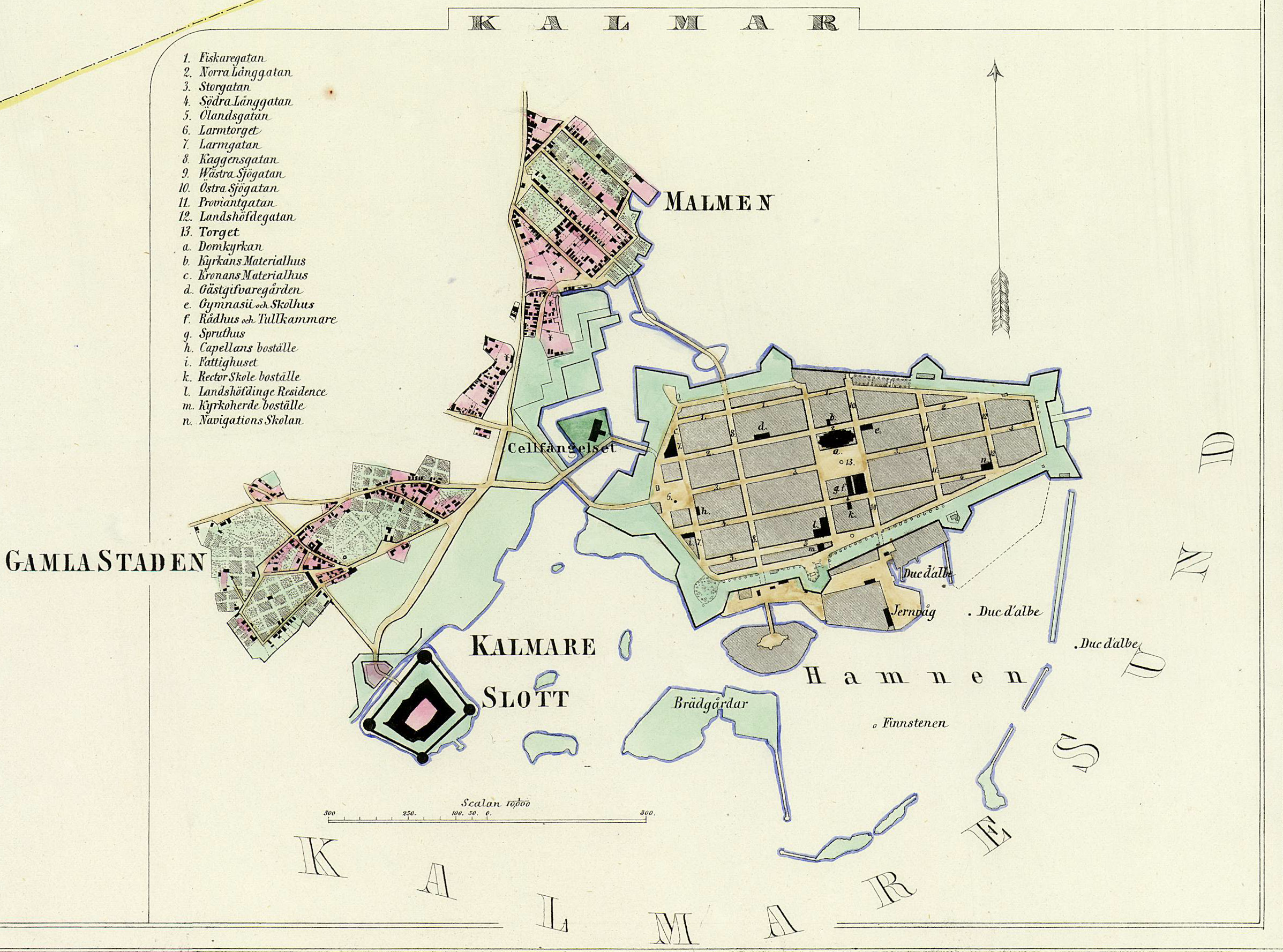
Detaljkarta på Gustaf Ljunggrens karta över Kalmar

Erik Gustaf Ljunggren, född 16 juli 1817 i Verktäkt, Hosjö församling i Dalarna, död 1888 i Södertälje, var en svensk lantmätare och kartograf.
Gustaf Ljunggren blev ingenjör 1854. Han var styresman för Rikets ekonomiska kartverk och senare överingenjör vid Lantmäteristyrelsen 1869–1878. 
Han upprättade under perioden 1853–1861 kartor över samtliga då 89 svenska städer. Ett samlingsverk färdigställdes 1861 och publicerades 1862. I detta var kartorna handkolorerade i akvarell. Formatet var i storleksordning 59 × 46 centimeter.

## Bildgalleri

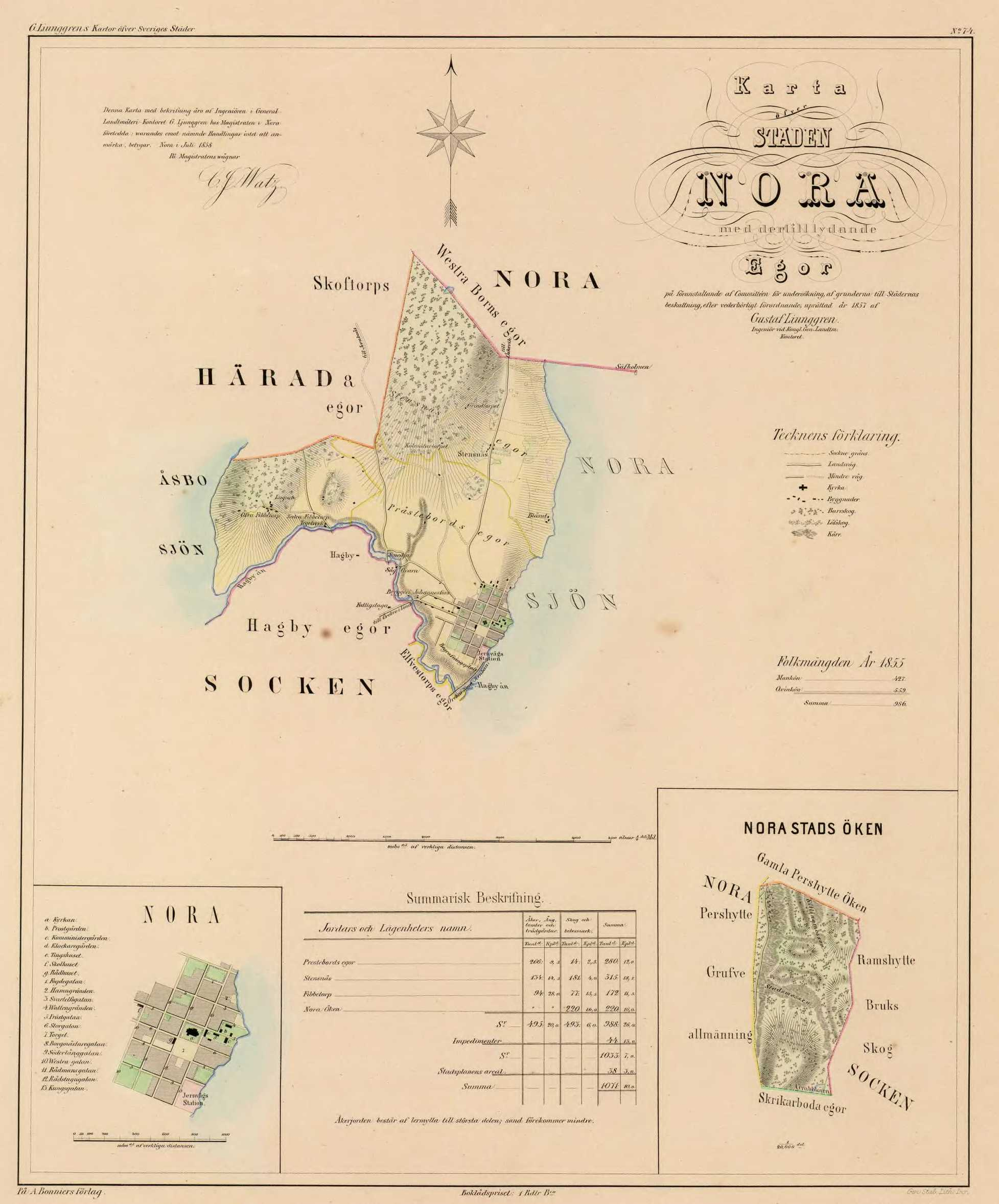
Karta över Nora
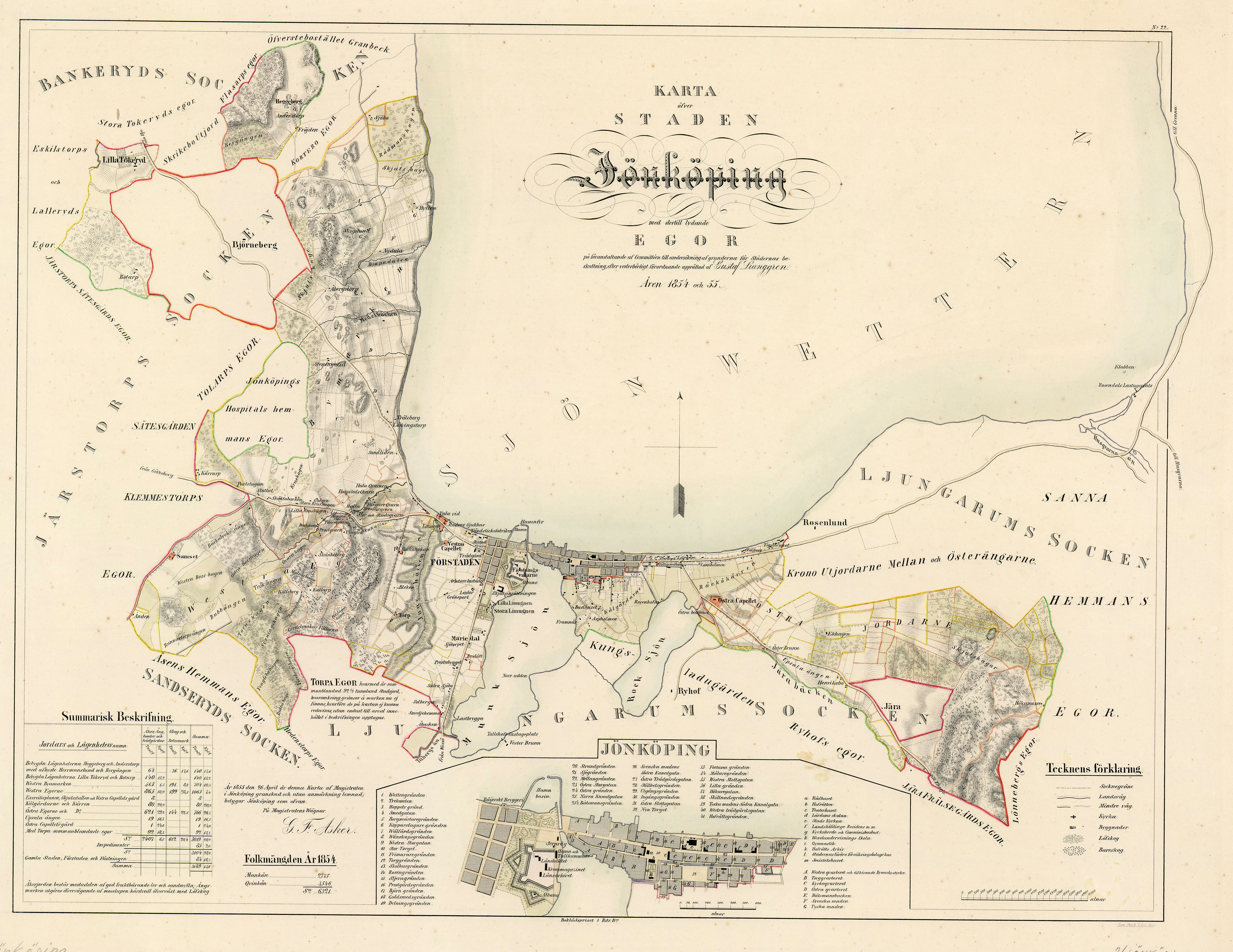
Karta över Jönköping
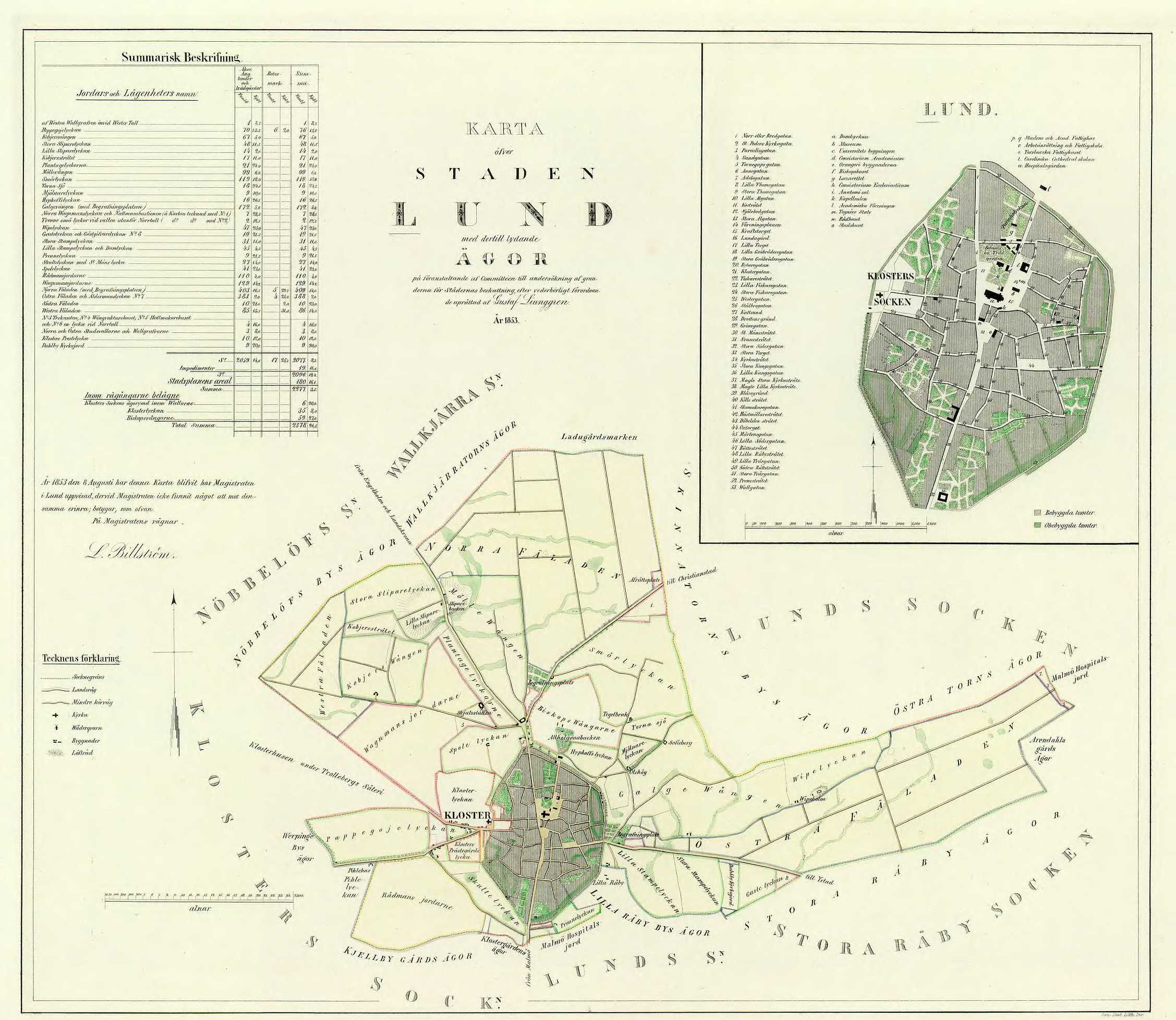
Karta över Lund
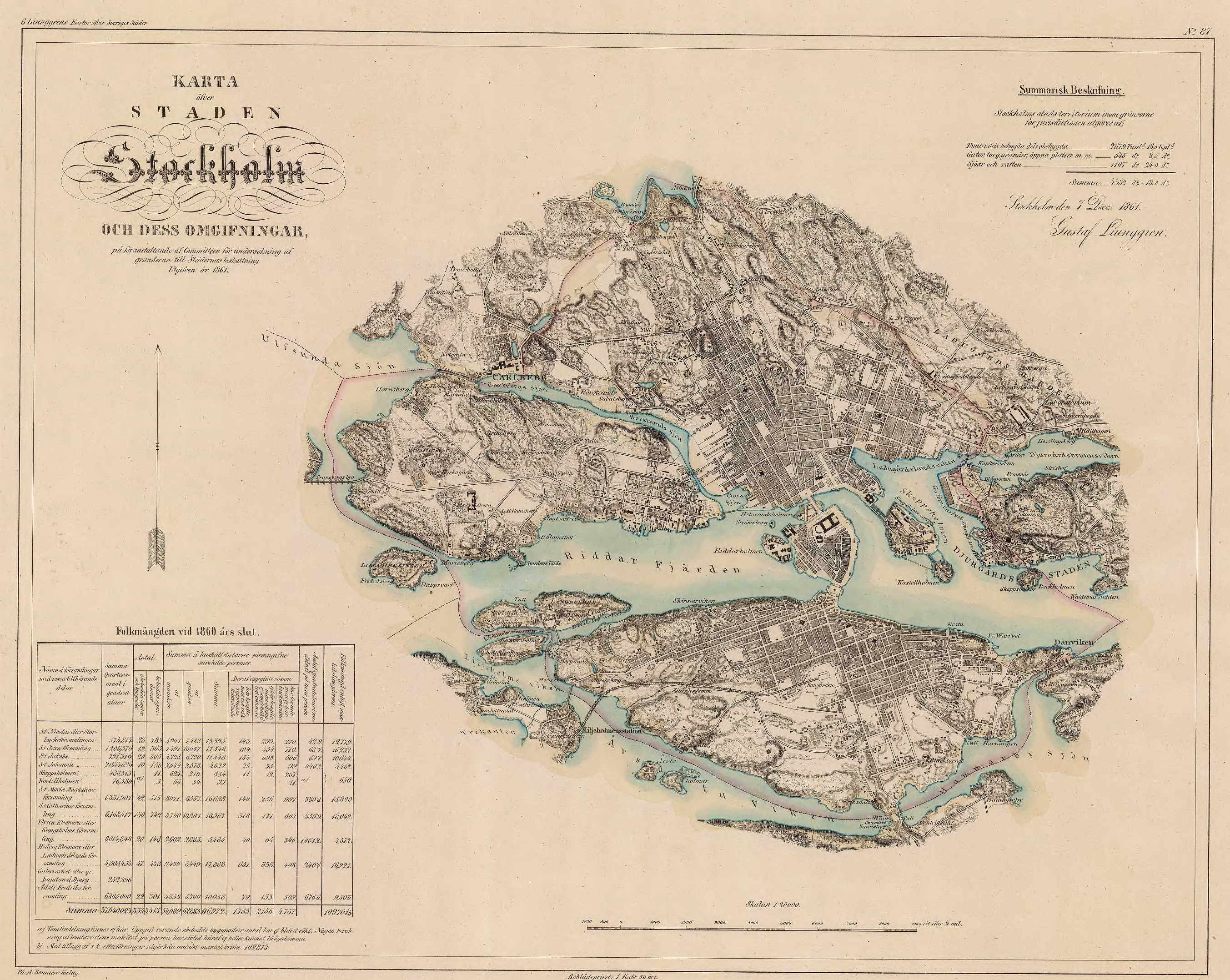
Karta över Stockholm
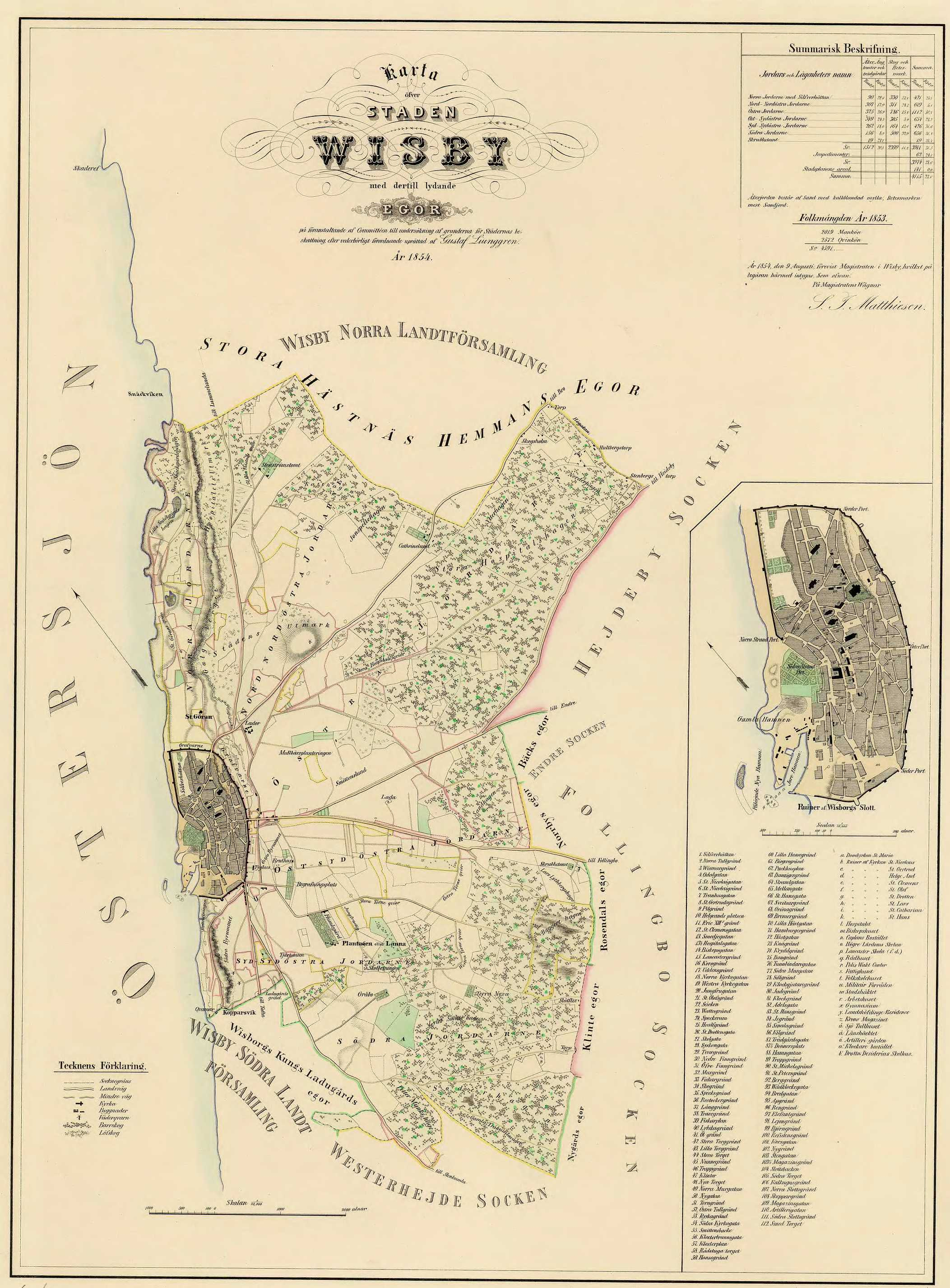
Karta över Visby